# J. 크리스토퍼

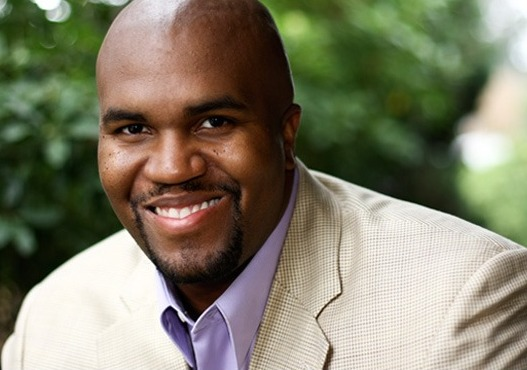

J. 크리스토퍼(J. Kristopher, 1976년 11월 23일 ~ )는 미국의 배우이다.
휴스턴에서 태어났다.

## 영화
- 미국 대지진:샌 안드레스 (2015년)
- 휠즈 (2014년)
- 인삼니애크 씨어터 (2013년) - 메이어스 역
- 아틸라: 매직 스워드 (2013년)
- 트래저디 오브 어 마더 앤 선 (2012년) - 브라운 역
- 콜 투 액션 (2012년) - 제이 역
- 앵거 해즈 어 시크릿 (2010년) - 리 역